# Marjatta Kajosmaa
Ritva Marjatta Kajosmaa (* 3. Februar 1938 in Vehkalahti) ist eine ehemalige finnische Skilangläuferin.

## Werdegang
Marjatta Kajosmaa wurde bei den Olympischen Winterspielen 1968 in Grenoble jeweils Fünfte über 5 km und 10 km und Vierte mit der Staffel. Im folgenden Jahr gewann sie erstmals beim Holmenkollen Skifestival den 5-km-Lauf und den 10-km-Lauf. Im März 1969 errang sie bei den Lahti Ski Games den dritten Platz über 10 km. Von 1969 bis 1972 wurde sie in Finnland viermal in Folge Sportlerin des Jahres. Bei den Nordischen Skiweltmeisterschaften 1970 in Vysoké Tatry holte sie die Bronzemedaille mit der Staffel und die Silbermedaille über 10 km. Zudem gelang ihr dort der vierte Platz über 5 km. Im selben Jahr siegte sie bei den Lahti Ski Games mit der Staffel und belegte zudem den zweiten Platz über 10 km. Im Jahr 1971 triumphierte sie beim Holmenkollen Skifestival erneut im Lauf über 10 km und erhielt dafür die Holmenkollen-Medaille. Im März 1971 wurde sie bei den Lahti Ski Games Dritte über 10 km und Zweite mit der Staffel. Bei den Olympischen Winterspielen 1972 in Sapporo holte sie die Bronzemedaille über 10 km und jeweils die Silbermedaille über 5 km und mit der Staffel.
In den Jahren 1972 und 1973 siegte sie beim Holmenkollen Skifestival jeweils über 5 km und über 10 km. Außerdem errang sie im Jahr 1973 bei den Svenska Skidspelen über 10 km und mit der Staffel jeweils den zweiten Platz. Anfang März 1973 siegte sie bei den Lahti Ski Games mit der Staffel und belegte den zweiten Platz über 10 km.
Bei den Nordischen Skiweltmeisterschaften 1974 in Falun kam sie auf den vierten Platz mit der Staffel und bei den Lahti Ski Games auf den dritten Rang mit der Staffel. Im folgenden Jahr lief sie bei den Lahti Ski Games mit der Staffel auf den zweiten Platz.
Bei den Olympischen Winterspielen 1976 in Innsbruck holte sie die Silbermedaille mit der Staffel. In den Einzelrennen belegte sie den 11. Platz über 10 km und den neunten Rang über 5 km. Im März 1976 errang sie bei den Lahti Ski Games den dritten Platz mit der Staffel.